# 加姆珀哈區
加姆珀哈區（坦米爾語：கம்பகா மாவட்டம்，僧伽羅語：ගම්පහ පරිපාලන දිස්ත්‍රික්කය）是斯里蘭卡西部省的一個區。面積1,386.6平方公里。2001年人口2,063,684人。首府加姆珀哈。